# Nelima tancitaro
Nelima tancitaro is een hooiwagen uit de familie Sclerosomatidae.